# Wacko Magneto
| Recensione | Giudizio |
| ---------- | -------- |
| AllMusic   |          |

Wacko Magneto è il secondo album del gruppo alternative rock statunitense Ednaswap, pubblicato il 4 marzo 1997 dalla Island Records.
L'album ha avuto diverse difficoltà dopo l'uscita: dopo aver pubblicato il singolo Clown Show, il gruppo aveva scelto il brano Torn per essere il secondo singolo. Tuttavia, poco prima dell'uscita di Torn, Natalie Imbruglia pubblicò la cover del loro brano e il gruppo decise di non pubblicare la propria versione come singolo.

## Tracce
1. Stop Counting – 4:16
2. Clown Show – 4:44
3. Chordomatic – 3:28
4. Sideways Out the Window – 4:09
5. All Time Low – 3:19
6. More – 5:27
7. Silver Hill – 3:31
8. Pale – 3:45
9. YDWIBE – 2:24
10. Torn – 3:58
11. Shrapnel – 2:59
12. Claustrophobic – 7:30
13. Violin Song – 3:29

## Formazione
- Anne Preven – voce
- Scott Cutler – chitarra
- Rusty Anderson – chitarra
- Paul Bushnell – basso
- Scot Coogan – batteria